# Theodore McLear
Theodore Joseph "Ted" McLear (Newark, Nova Jersey, 20 de desembre de 1875 - abril de 1958) va ser un lluitador estatunidenc que va competir a primers del segle xx. El 1904 va prendre part en els Jocs Olímpics de Saint Louis, on va guanyar la medalla de plata en la categoria de pes ploma, de fins a 61,2 kg, en perdre contra Benjamin Bradshaw en la final. Abans havia superat a Louis Strebler en quarts de final i a Max Miller en semifinals.